# OWC (издательство)
OWC (нем. OWC Verlag für Außenwirtschaft GmbH) — немецкое издательство, основанное в 1955 г. в Берлине (ФРГ). Специализируется на публикации изданий, посвящённых внешнеэкономической деятельности. Издательство призвано информировать читателей о самых важных и динамичных рынках Восточной Европы, Центральной Азии, России и Китая. Основная аудитория — владельцы частного бизнеса и корпоративные руководители среднего и высшего звена в таких странах как Германия, Австрия и Швейцария.
Издания, выпускаемые OWC освещают возможности германоязычного бизнеса для развития экономической деятельности в странах ЕАЭС, СНГ, а также в Китае.

## История
Издательство OWC было основано в Гамбурге в 1955 г. Журналисты изданий OWC специализировались на поиске и анализе информации о товарообороте между странами «Западного» и «Восточного» блоков. Это положило начало сотрудничеству коллектива издательства с экономическими объединениями, которые развивали торговые отношения со странами «Восточного» то есть социалистического блока. Тематический фокус изданий, выходящих в OWC был направлен на преимущественно товарообороту между ФРГ и государствами-членами Совета экономической взаимопомощи (СЭВ). Основным изданием OWC почти 40 лет являлся журнал «Ost-West-Commerz», который в 1993 году переименован в «Ost-West-Contact». Первые номера обновлённого издания содержали дополнительные разделы, посвященные Китаю, но уже в 1997 году данные разделы превратились в отдельное издание — ChinaContact. Таким образом, на повестке изданий OWC стоят аспекты экономического сотрудничества ФРГ с Восточной и Центральной Европой, а также с Центральной и Восточной Азией (в первую очередь с КНР).
В 2006 году было образовано совместное предприятие компании «Фогель Бизнес Медиен ГмбХ энд Ко. КГ» (Вюрцбург) и издательства OWC — Институт внешней экономики в Дюссельдорфе (IfAD GmbH), в котором обоим учредителям принадлежало по 50 %. Однако в августе 2008 г. сотрудничество было завершено. IfAD GmbH стал 100%-ной дочерней компанией OWC.
В сентябре 2015 г. контрольный пакет акций издательства приобрел Ульф Шнайдер, управляющий участник компании SCHNEIDER GROUP. Головной офис был перенесен в Берлин. С весны 2016 г. Ульф Шнайдер является единственным владельцем издательства.
После смены руководства издательство переработало все свое портфолио. В конце 2016 г. основные журналы OstContact и ChinaContact, а также остальные периодические и специальные издания вновь вышли на рынок. Появился ряд новых изданий, например IranContact (с января 2016 г.), а также GlobalContact (с ноября 2017 г.), издаваемое каждые два месяца. В настоящее время проект IranContact приостановлен.

## Основные издания
В настоящее время на регулярной основе издательство публикует два печатных издания: OstContact и ChinaContact. Также выходят тематические печатные издания. Так в 2020 году, в честь пятилетия Инициативы «Лиссабон-Владивосток» подготовлена эксклюзивная публикация Издательства OWC, посвящённая идее европейско-азиатского экономического сотрудничества в виде построения общего экономического пространства от «Лиссабона до Владивостока». Издание содержит аналитические статьи, отчёты, интервью с представителями бизнеса, дипломатами, политиками высшего уровня с «Востока» и «Запада», освещает развитие политических отношений между ЕС и ЕАЭС.
В рамках издательства на регулярной основе (1 раз в 2 недели) готовится и распространяется по электронной почте электронное издание (журнал) — RusslandInsider. В рамках издания на ежедневной основе выходит дайджест RusslandInsider Daily.
Издательство публикует Германо-Российский экономический ежегодник, который выходит 1 раз в год, а также информационный обзор German Mittelstand.

## География представительств издательства
Головной офис издательства находится в Берлине. Региональные офисы расположены в Москве и Пекине. Корреспондентские пункты издательства располагаются в России, Польше, Казахстане, Украине и в Республике Беларусь.

## OstContact
OstContact — старейший внешнеэкономический журнал на немецком языке, который предоставляет взвещенную информацию об актуальных экономических и политических событиях на рынках России, стран СНГ и ЕАЭС. Издание является источником достоверной страновой отраслевой информации, проводит и публикует интервью с руководителями бизнеса, политиками, общественными деятелями. В рамках издания публикуется анализ рынков, новости из сферы налогообложения, финансов, логистики, энергетики, экологии, рынка труда, маркетинга, таможни, юриспруденции и т. д. В каждом выпуске есть информация о России, Польше, Казахстане, Беларуси и Украине. Кроме того, в издании есть приложение «100 вопросов и ответов», посвященное одной из 30 стран этого региона. Многочисленные партнеры, например германские внешнеторговые палаты, торгово-промышленные палаты в Германии и другие экономические отраслевые объединения и союзы оказывают журналу информационную поддержку и помогают при распространении издания. Кроме того, журнал ежегодно представляется на 250 выставках и отраслевых мероприятиях в Германии и других целевых странах. Периодичность: ежемесячно, минимальный объём 64 страницы.
Издание имеет государственных и негосударственных партнеров, таких как германские внешнеторговые палаты, германские торгово-промышленные палаты федеративных земель, Восточный комитет Германской экономики, региональные и федеративное правительства ФРГ.

## ChinaContact
ChinaContact — это уникальное немецкоязычное издание о ведении бизнеса в Китае с наиболее крупным тиражом в германоязычном бизнес-пространстве. Основная аудитория журнала — руководители, менеджеры среднего звена и собственники компаний, а также политики и госслужащие из Германии, Австрии и Швейцарии. Журнал предоставляет обзор экономической ситуации и инвестиционных возможностей в важнейших регионах, на которые распространяется экономическое влияние КНР. Журналисты издания публикуют новости и статьи, посвященные развитию экономических отношений между отдельными регионами/отраслями, Австрией, Швейцарией и Китаем. В рубрике APA ChinaContact регулярно публикует новости о деятельности Азиатско-Тихоокеанского комитета Немецкой экономики.
С 2014 года читатели ChinaContact могут ознакомиться с Немецко-китайской газетой (DCA), являющейся приложением к журналу. Благодаря ей расширился круг тем издания: в ней содержится информация об отношениях в обществе, путешествиях, культуре и стиле жизни. Периодичность: ежемесячно, объём о 64 до 80 страниц.

## RusslandInsider
RusslandInsider — электронный журнал, предоставляющий новости о бизнесе и последних экономических тенденциях в России, который включает рубрики с различными статьями по логистике, налогам, праву, таможенному делу, локализации, защите окружающей среды, маркетингу, рекламе, PR, дигитализации, культуре и т. д.
В рамках издания публикуются эксклюзивные интервью с представителями немецкого и российского бизнеса, регулярные экспертные статьи и интервью с политиками и бизнесменами из России и Германии.
На ежедневной основе выходит RusslandInsider Daily, освещающий актуальные события.

## Германо-Российский экономический ежегодник
Германо-Российский экономический ежегодник — выходит с 2008 года. Периодичность выхода — один раз в год. В ежегоднике публикуется экономическая и статистическая информация о Российской Федерации, в том числе информация о ключевых игроках в различных отраслях экономики. Отдельным разделом ежегодника является и описания возможностей для ведения бизнеса в России, а также риски двусторонних экономических отношений между Россией и Германией.

## German Mittelstand
German Mittelstand — это информативный обзор и сравнительный анализ условий ведения бизнеса в регионах и субъектах для компаний из региона DACH (Германия, Австрия, Швейцария). Публикация призвана предоставлять информацию о возможностях локализации бизнеса в России, странах СНГ и ЕАЭС, освещать юридические и правовые аспекты ведения бизнеса в различных регионах, а также информировать о возможностях государственной и региональной поддержки.

## Локальные мероприятия
Издательский дом регулярно проводит локальные мероприятия различного формата: бизнес-ланчи, бизнес-завтраки, OWC-Talk в России и Германии.
Мероприятия в Москве проходят на базе Дома Немецкой Экономики и собирают представителей экономического и политического истеблишмента России и СНГ, а также Германии и ЕС.

## Международные мероприятия
Ежегодный Форум производителей, который по традиции проводится в городе Франкфурт-на-Майне является профессиональной площадкой для обмена опытом между немецкими компаниями и поставщиками услуг, промышленными парками, регионами, СЭЗ и экспертами различных отраслей из России и СНГ. Основные направления работы форума:
- предоставление информации о компании перед широкой целевой аудиторией
- налаживание контактов с компаниями из германоязычных стран
- обзор возможностей локализации производства и бизнеса в России и в странах ЕАЭС и СНГ

## Итог
Издательский дом OWC Verlag für Außenwirtschaft GmbH — это один из основных источников информации для германоязычных руководителей европейского бизнеса по вопросам внешней торговли с государствами-членами ЕАЭС и СНГ, а также Китаем.